# Сильяна (город)
Силья́на (араб. ولاية سليانة‎) — город, расположенный в 130 км к юго-западу от столицы Туниса. Столица одноименного вилайета. Население на 2014 год — 31251 человек.

## Климат
Силиана имеет семиаридный климат ( классификация климатов Кеппена BSk ). Зимой осадков больше, чем летом. Средняя годовая температура в Силиане составляет 16,9 ° C (62,4 ° F). Ежегодно выпадает около 423 мм (16,65 дюйма) осадков.